# Ateliér Josefa Sudka
Ateliér Josefa Sudka je galerie nesoucí jméno českého fotografa Josefa Sudka. Přízemní pavilonek o ploše 61 m² na dvoře domů na pražském Újezdě č. p. 432 je replikou původního ateliéru, který Josef Sudek využíval v letech 1927–1976. V roce 1990 byl ateliér prohlášen za kulturní památku.

## Ateliér
Jde o poslední existující příklad zahradního fotografického ateliéru vytvořeného koncem 19. století a přeneseného sem v roce 1901 z Královských Vinohrad. Je ojedinělou technickou památkou nejen v Praze, ale na území celé republiky. Jedná se o příklad stavby, které v druhé polovině 19. století vznikaly díky rozkvětu komerční i umělecké fotografie. 

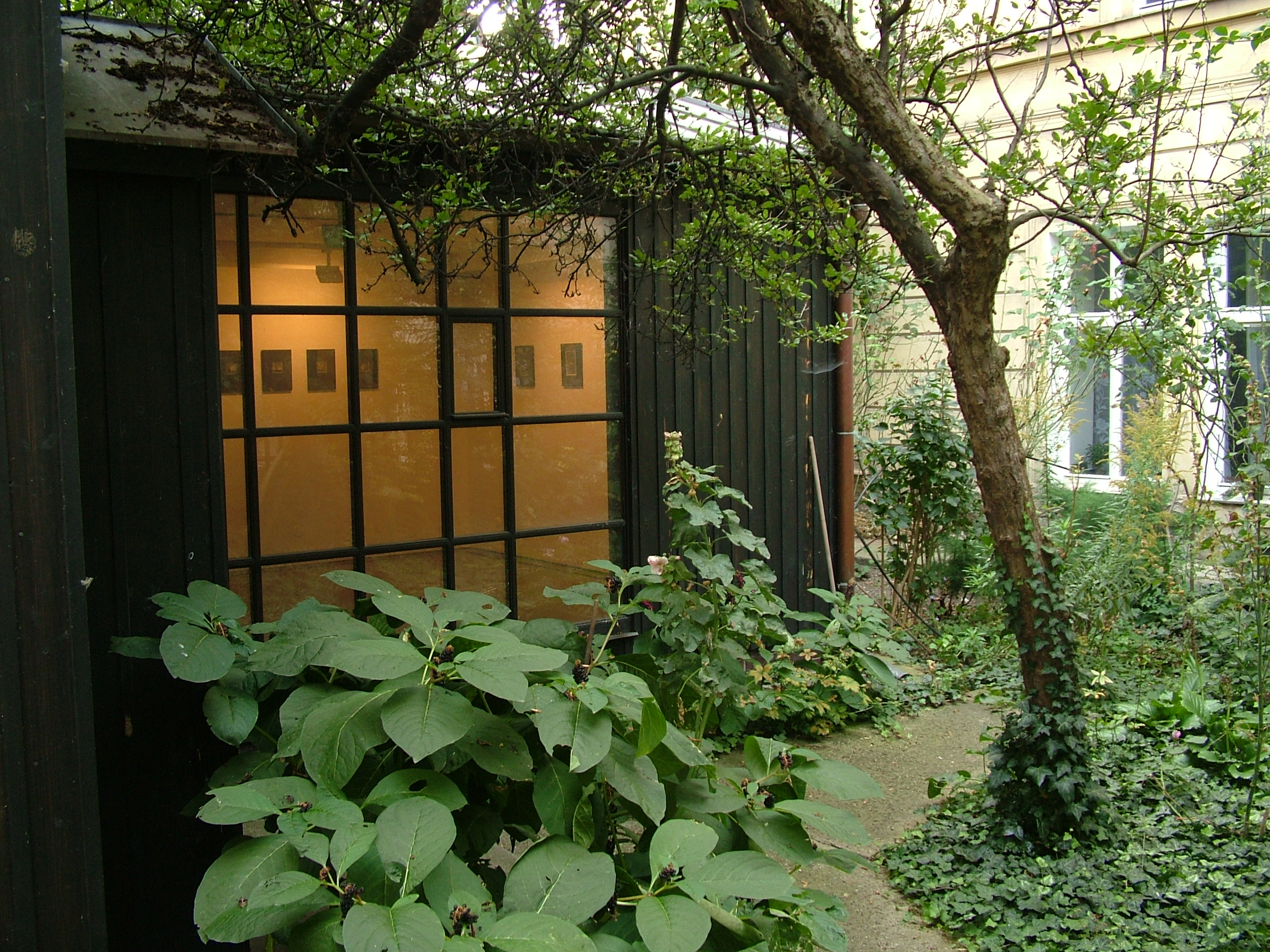
Ateliér Josefa Sudka – exteriér

Ateliér byl pro Sudka nikoliv pouhým pracovištěm, nýbrž inspiračním zdrojem a fotografickým objektem pro volnou tvorbu. Zachycoval ho ve všech denních a ročních obdobích zevnitř i zvenku spolu se zahradou plnou bujné vegetace a se zvláštně pokrouceným stromem před slavným oknem.

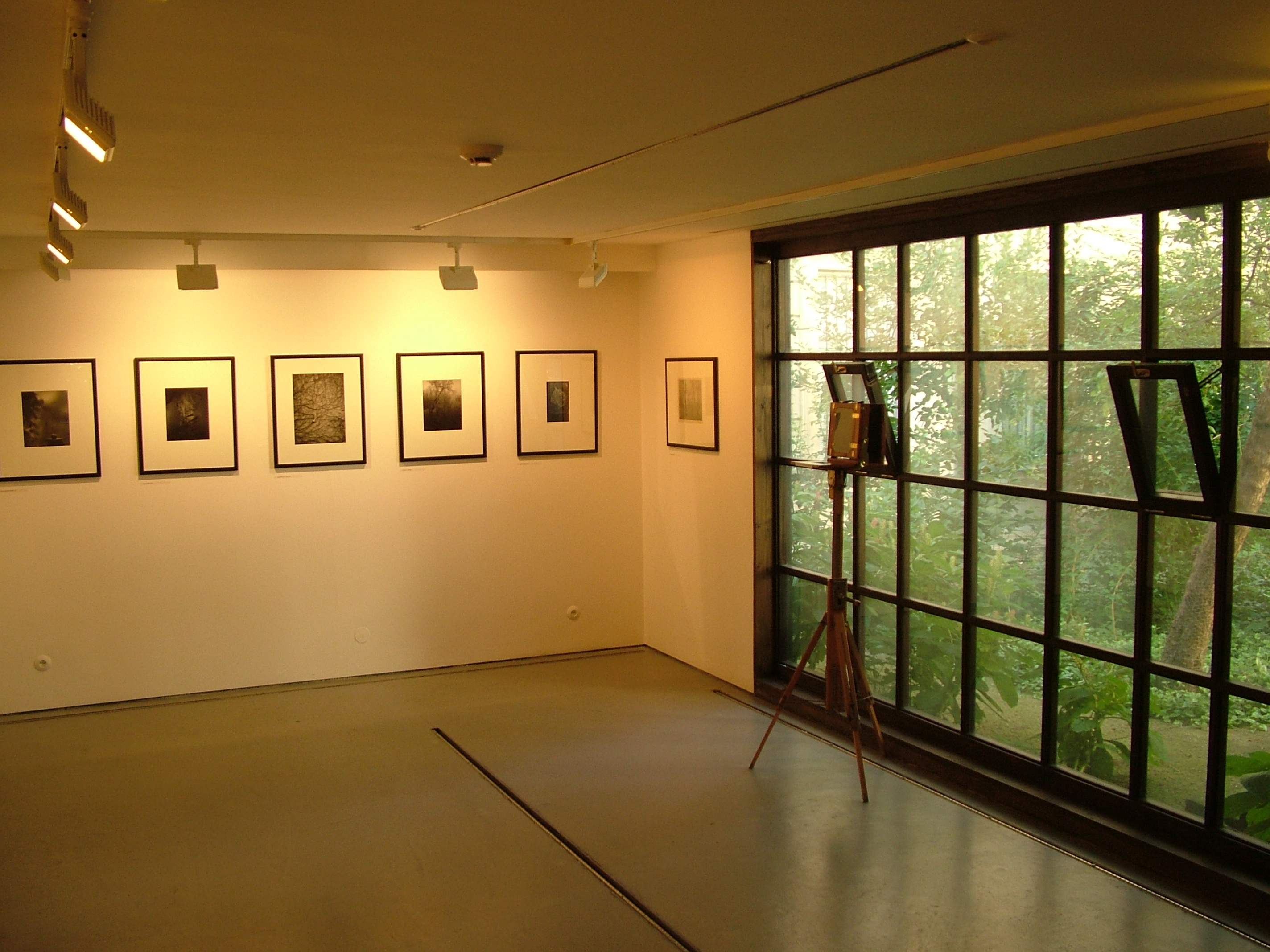
Ateliér Josefa Sudka – interiér

V roce 1985 vypukl v ateliéru požár a zničil už tak dost poškozený prostor. Devastaci objektu a mobiliáře dovršil pak zásah hasičů. Zbytky stavby byly natolik rozpadlé, že bylo pro znovuvytvoření původního ateliéru potřeba postavit dokonalou repliku.
Partnerem projektu obnovy a investorem výstavby i následného provozu se stala společnost PPF Art patřící do investiční skupiny PPF. Na stavbě repliky ateliéru v roce 2000 se dále pod záštitou tehdejšího primátora hlavního města Prahy Jana Kasla podíleli Anna Fárová, městská část Praha 1, Uměleckoprůmyslové museum v Praze, společnosti CMC architects, Květinový servis, Konstruktiva Branko, Terra Floridus a Gema art.
PPF Art je provozovatelem několika výtvarných galerií a správcem unikátních sbírek české a slovenské fotografie. Základem sbírky fotografií se staly fotografie Josefa Sudka, včetně souboru fotografií z vyhořelého ateliéru. Kromě Ateliéru Josefa Sudka zajišťuje PPF Art rovněž provoz Galerie Václava Špály. PPF Art spravuje také sbírku obrazů a dalších uměleckých děl, představující průřez především českou malbou od konce 19. století do současnosti.

## Výstavy

### 2001
- Josef Sudek II.
- Gabina Fárová
- Emila Medková
- František Drtikol
- Josef Sudek I.

### 2002
- Ivan Pinkava – TNF
- Miro Švolík – Otvory a díry

### 2004
- Josef Sudek – Tanec
- Alexandr Hackenschmied – Praha / Paris / New York

### 2005
- Jindřich Přibík – O Bohu, smrti, a tak dále
- Michal Kalhous – Kladky
- Antonín Kratochvíl – USSA

### 2006
- Tereza Sochorová – Psaní sahá daleko…
- Jiří Kovanda – Radši bych byl andělem
- Alexandra Vajd – Bez názvu 2003
- Václav Stratil – Dvojice

### 2007
- Jolana Havelková – Krajina 06
- Josef Sudek – Privatissima – Poznámky, 50. – 70. léta

### 2008
- Josef Sudek – Privatissima – Nocturno

### 2010
- Václav Jirásek – UPSYCH 316a

### 2011
- Jan Svoboda – Svobodův odkaz
- Štěpánka Šimlová – Miluji tě, ale…
- Josef Sudek – Návraty Josefa Sudka
- Dušan Tománek – Proces

### 2012
- Ivo Přeček – Ivo Přeček
- Tereza Příhodová – Lekce samoty
- Ladislav Babuščák – Late Autumn/Early Winter
- Ze sbírky PPF Art – Soumrak v zahradě Rothmayerů
- Štěpánka Stein a Salim Issa – Národní obrození
- Viktor Kopasz – /City.zen/

### 2013
- Tomáš Pospěch – Kurátorská práce/Reloaded
- Michal Ureš – Pod průhledem
- Jan Jindra – Vnitřní krajiny
- Michal Šeba – Nocturnalia
- Ze sbírky skupiny PPF – Piktoralisté
- Adéla Leinweberová – Zrušená zastávka
- Fotograf festival – Jiří Valoch, Lenka Vítková – Škála
- Andreas Wegner – Cabinet

### 2014
- Jan Tesař – Knihy a jiné obrazy
- Michal Czanderle – Fotografie válek, 2. část
- Libuše Jarcovjáková, Veronika Nastoupilová – Ziellos
- Jiří Thýn – Základní studie nenarativní fotografie
- Ze sbírky skupiny PPF – Kouzla zátiší
- Alexander Dobrovodský – Prší rtuť
- Fotograf festival – Anna Orlowská, Případová studie: Neviditelnost
- Kateřina Zahradníčková – Ostrov

### 2015
- Jiří Černický – Reálný minimalismus
- Tereza Havlinková – Můžu si tě vyfotit
- Waanja (Radek Váňa), Jiří Kovanda – moje moje ne tvoje!
- Ze sbírky skupiny PPF: Josef Sudek, Jan Svoboda – Komparace II
- Tomáš Hrůza – Way out
- Jan Svoboda – Rekonstrukce I: Sbírka Jana Svobody

### 2016
- Zhou Junsheng – Světlo světlin
- KUNSTWERK – HEIMLICHŮV MANÉVR
- Viktor Karlík – ruce básníků
- Václav Kopecký – Zkamenělina
- Ze sbírky skupiny PPF: Jaromír Funke[4]
- Josef Sudek – V šeru chrámu[2]
- Pavel Baňka – Reflexe
- Ferdinand Bučina – Vzpomínka na Javorník

### 2017
- David M. C. Miller – Labyrint věcí
- Patrik Borecký, Tomáš Brabec – Buzkashi
- Peter Puklus – Handbook to the Stars
- Peter Fabo – Space for sale
- Petr Helbich (host Josef Sudek)
- Karin Zadrick – Zbytky
- Fotograf festival – Antény ruce / Protokol z mimosmyslové estetiky

### 2018
- Jolana Havelková – Citlivá data
- Eliška Stejskalová – Smells like a table
- Otakar Matušek – Nemožnost vran
- Antonín Horák – Čekal jsem, až moje hudba začne hrát
- Adéla Leinweberová, Nina Agerholm Schacht – Intuitive Language
- Josef Sudek – Privatissima 10.–70. let
- Adam Holý – Archiv I. (1988–2000)
- Jan Freiberg – Žena za mixérem

### 2019
- Adam Vačkář – Bad seeds
- Tomáš Zumr – Modrá smrt / Narcis

### 2020
- Fotograf festival – Sabine Reinfeld, možné já, posedlé objekty — posedlé já, možné objekty
- Bára Mrázková – Yellow Box
- Jan Dotřel – Other Worlds
- Darija Jelincic – Escapes
- Antonín Jirát – Tři Hemisféry

### 2021
- Markéta Kinterová – Čili snažili se vysvětlit to, co viděli, pomocí věcí, které vidět nejsou.
- Archiv SPŠG – Kružnice splývání
- Josef Sudek, Wichterlová – Na návštěvě
- Jiří Hroník – Comtesse
- Tereza Zelenková – Mrtvý jazyk

### 2022
- Pavel Nádvorník – Retrospektiva 02 / Kotelny a Volby
- Josef Sudek, David Hanvald, Václav Kopecký – Osnova, pohyb paže a pocit ve zlomu času
- Oskar Helcel – Glajcha
- Český dřevák
- Dušan Šimánek – MASKA
- Jiří Černický – Sebevdech
- Jiří Jiroutek – Cit, svit, svist, horizont
- Miloš Budík – Salony